# Castell d'Ahrensburg
El Castell d'Ahrensburg o Schloss Ahrensburg és un castell a la ciutat d'Ahrensburg, que rep el nom del districte del castell,  al sud de Schleswig-Holstein, a uns 30 quilòmetres al nord-est del centre de la ciutat d'Hamburg, Alemanya. El petit castell amb fossat és en realitat una casa pairal i com a tal va ser antigament el centre d'una finca noble. Tanmateix, l'edifici s'utilitza com a castell des del segle XVIII. segle.
El castell és una de les principals obres de l'arquitectura renaixentista a Schleswig-Holstein. És un dels llocs d'interès més famosos de l'estat i està obert al públic. A més de la casa pairal, el recinte del castell inclou l'antiga capella de la finca amb les seves anomenades Gottesbuden (esglésies) i un parc del castell dissenyat a l'estil dels jardins paisatgístics anglesos.
L'edifici renaixentista, originalment protegit per simples fortificacions, estava en ús des del segle XVI. Al segle XIX era propietat de diverses línies de la família Rantzau, que pertanyia a l'antiga noblesa Holstein . Després d'un període de decadència econòmica, la finca i el castell d'Ahrensburg van entrar en possessió de la població local al segle XVIII. Al segle XVIII, la casa pairal va passar a la possessió de la família Schimmelmann, que havia estat elevada a la noblesa, i sota el seu lideratge la casa pairal es va transformar en una finca de camp elaborada. Els Schimmelmann van romandre a Ahrensburg durant diverses generacions, després la propietat es va vendre el 1932.
Després de servir diversos propòsits durant la Segona Guerra Mundial, el castell ara acull un museu centrat en la cultura aristocràtica de Schleswig-Holstein. Els casaments a través de l'oficina de registre d'Ahrensburg són possibles a la planta baixa del vestíbul del jardí o al segon pis del Saló Louis Seize o a la biblioteca.

## Arquitectura

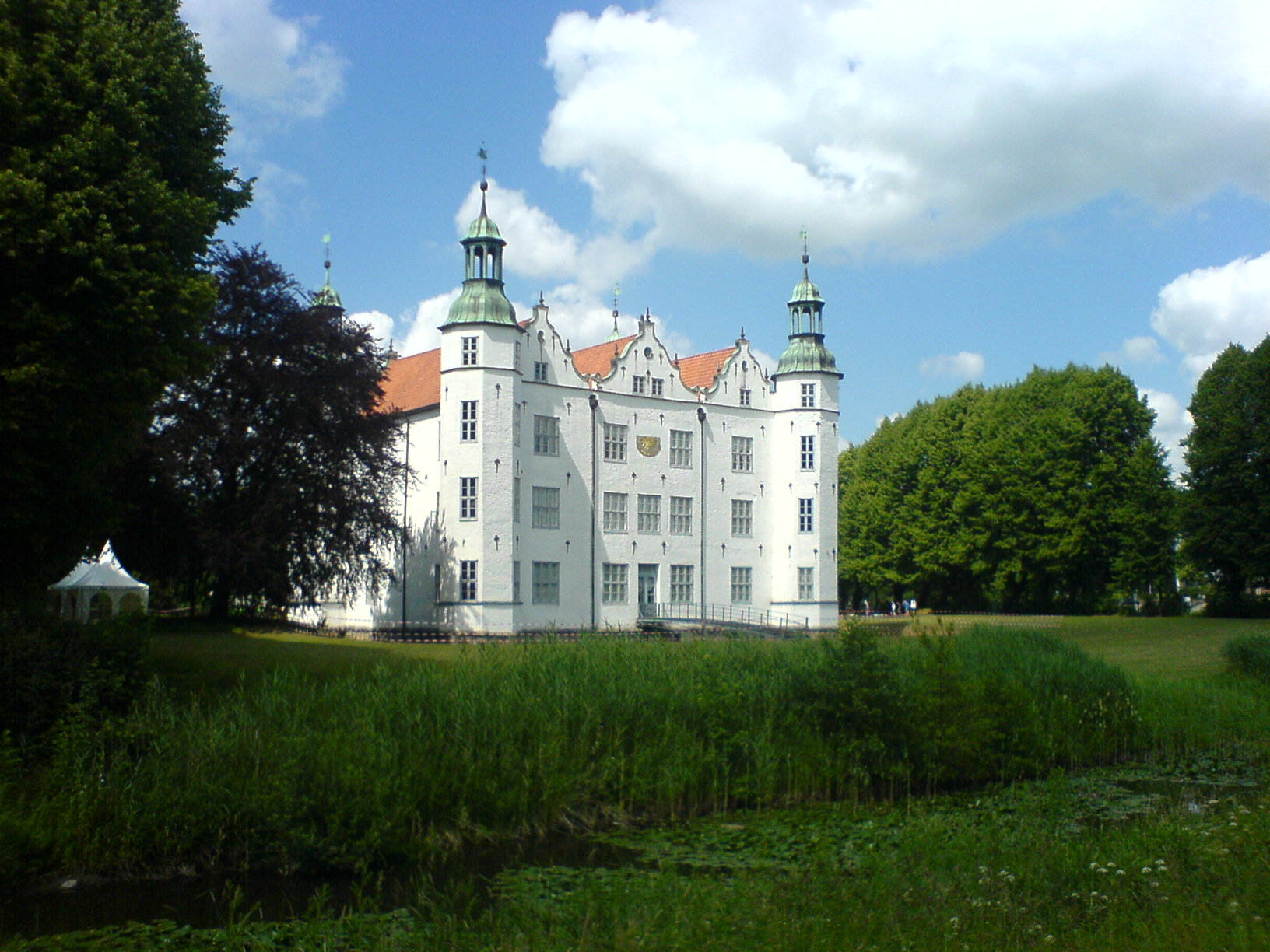
Façana sud-ovest
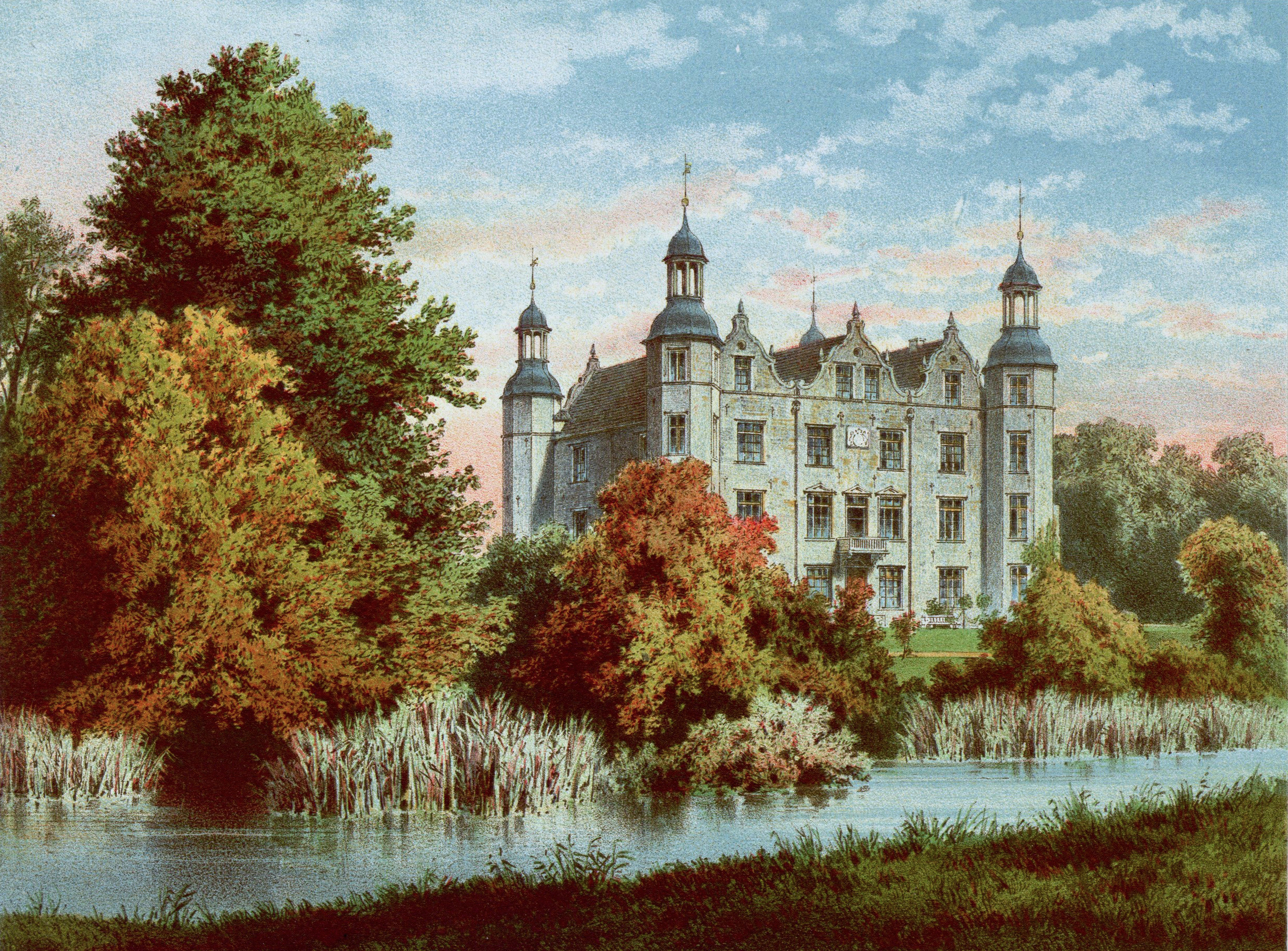
El castell el 1869 a una litografia d'Alexander Duncker
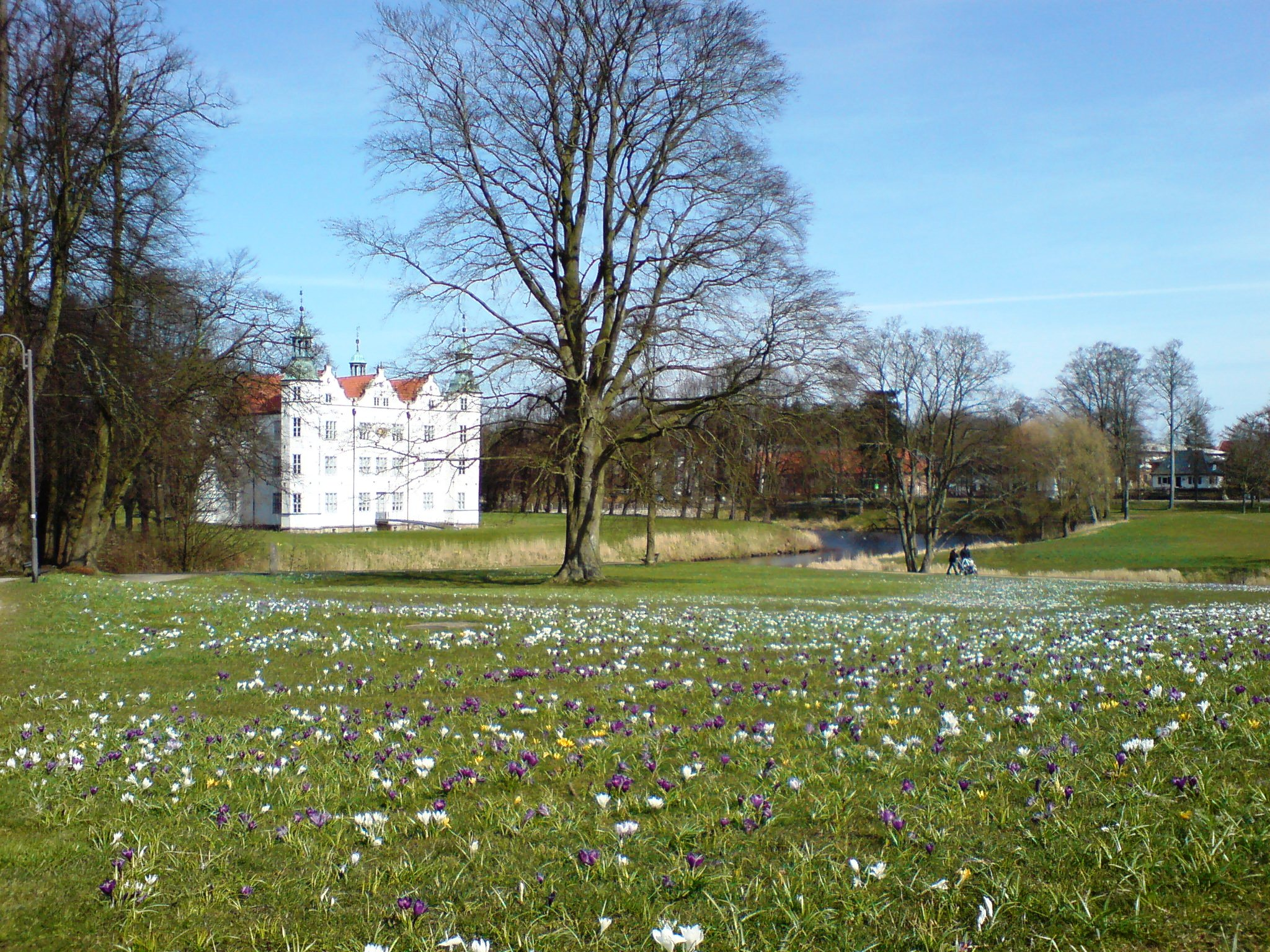
El parc